# Cosco Tower
Cosco Tower – wieżowiec w Hongkongu, w Chinach o wysokości 228 m. Budynek otwarto w 1998, ma 52 kondygnacje.